# Statue-menhir du Cros
La statue-menhir du Cros est une statue-menhir appartenant au groupe rouergat découverte à Mounes-Prohencoux, dans le département de l'Aveyron en France.

## Description
Elle a été signalée par le chanoine Gély à Émile Cartailhac à la fin du XIXe siècle et figurait dans l'inventaire de Frédéric Hermet de 1912. Perdue par la suite, elle ne fut retrouvée qu'en 1993 par Charles Cambe lors de travaux d'adduction d'eau. La statue a été gravée sur une dalle de grès blanc dont le site d'extraction le plus proche est situé à environ 1 km du lieu de sa découverte. Elle mesure 2 m de hauteur sur 1,02 m de largeur pour une épaisseur maximum de 0,25 m. La dalle est tronquée dans la partie inférieure gauche et très usée, cette usure résultant d'un réemploi comme pierre de franchissement d'un ruisseau. 
C'est une statue masculine. Sur la face antérieure, sont visibles le bras gauche, la jambe droite avec trois orteils, la partie haute de la jambe gauche et une partie de la ceinture avec une boucle ovalaire. La face postérieure est complètement effacée.
La statue originale a été déplacée près d'une fontaine dans le hameau du Cros, une copie a été dressée à l'emplacement d'origine.